# Terreur in Turkije

De ligging van Turkije in het Midden-Oosten.

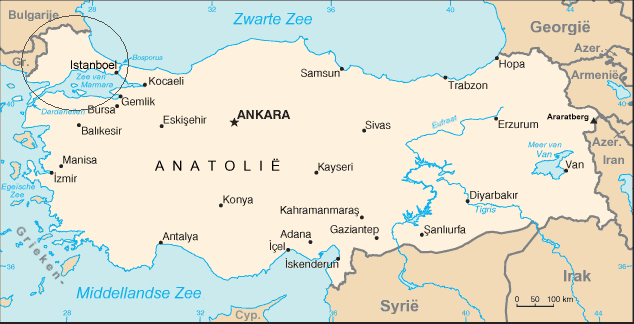
Een detailkaart van Turkije.

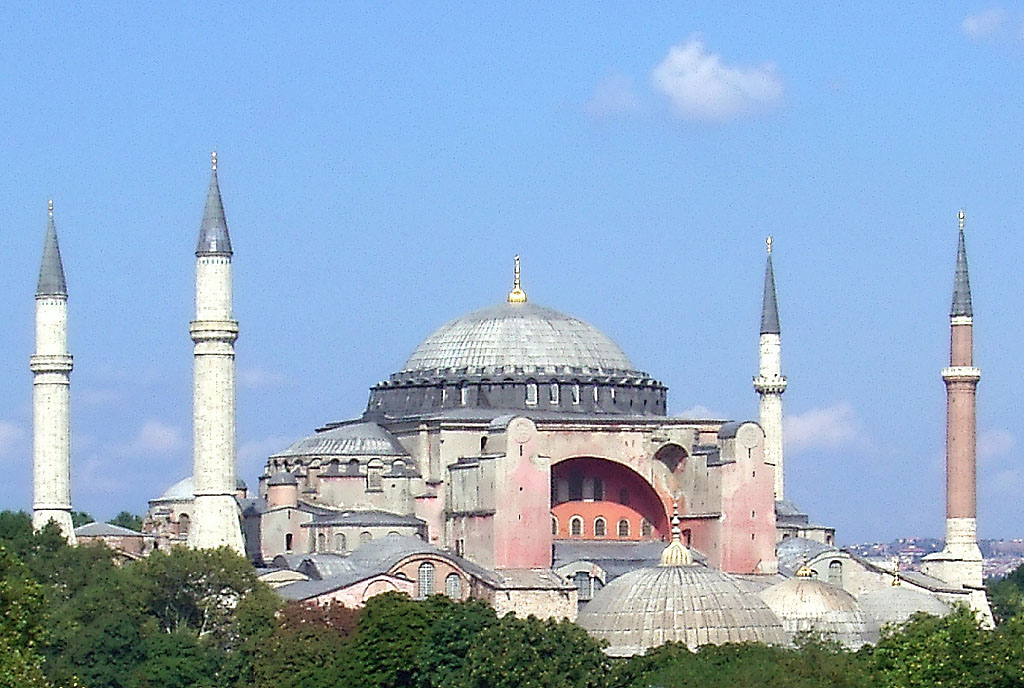
Hagia Sophia.

Terreur in Turkije is een spionageroman van auteur Gérard de Villiers en is het 154e deel uit de S.A.S.-reeks met als protagonist de Oostenrijkse prins en freelance CIA-agent Malko Linge.

## Het verhaal
Larissa Elmouzaieva, een Tsjetsjeense schone, is door de Russische geheime dienst FSB meegedeeld dat haar familieleden door Tsjetsjeense verzetsstrijders zijn vermoord en haar jongere zus is verkracht. Uit wraak jegens het Tsjetsjeense verzet werkt ze samen met de FSB door te infiltreren in een terreurcel van Al Qaida en nauwe banden onderhoud met het Tsjetsjeense verzet.
Dan verneemt ze echter dat haar familieleden niet door het Tsjetsjeense verzet zijn vermoord maar door incapabele rekruten van het Russische leger. In Turkije weet ze te ontsnappen aan haar Russische contactpersonen en zweert nogmaals wraak. Ditmaal tegen de Russen. Helaas voor de Russen is Elmouzaieva eveneens een expert in explosieven.
De Russen doen een beroep op de Amerikaanse CIA en deze geeft Malko de opdracht haar op te sporen voordat zij een zelfmoordaanslag kan plegen. In Istanboel krijgt Malko ondersteuning van zijn trouwe dienaar en huismeester Elko Krisantem die geboren en getogen is in de stad. Krisantem is opgetogen: hij kan zijn oude vaardigheden met een wurgkoord weer aanscherpen.

## Personages
- Malko Linge, een Oostenrijkse prins en CIA-agent;
- Elko Krisantem, de bediende en huismeester van Malko en voormalig Turks huurmoordenaar;
- Larissa Elmouzaieva, een Tsjetsjeense verzetsstrijdster.